# Маффеи, Рафаэлло
Рафаэлло Маффеи (итал. Raffaele Maffei), известный как Волатерран (лат. Volaterranus); 17 февраля 1451, Рим — 25 января 1522, Вольтерра, Тоскана) — итальянский гуманист, богослов, энциклопедист и историк. Монах ордена сервитов.

## Биография
Родился в семье папского секретаря Калликста III. В 1466 году был вызван в Рим вместе со своими братьями их отцом, которого Пий II назначил профессором права в Римском университете и впоследствии назначил своим секретарём, должность, которую он занимал также при Павле II и Сиксте IV.
В Риме Рафаэлло держался в стороне от двора, посвящая своё время религиозным вопросам и изучению философии теологии и греческого языка, которому учился у Георгия Трапезундского.
В 1477 году отправился в Венгрию с кардиналом Людовиком Арагонским с миссией к королю Матьяшу I. Поездка длилась около года и дала ему информацию, которую он позже использовал в своей энциклопедии.
В течение своей жизни Р. Маффеи контактировал со многими философами-гуманистами, включая Д. Пико делла Мирандола и А. Полициано. Дружил с флорентийцем Лоренцо де Медичи. Рафаэлло и его брат Марио были близки к первому папе из Медичи — Льву X.
В ответ на труды Лютера Р. Маффеи написал Nasi Romani in Martinum Lutherum Apologeticus или просто Apologeticus. Выступал против Лютера, используя греческую и римскую философию, связанную с богословскими примерами в католической церкви, чтобы доказать свою точку зрения.
Остаток своей жизни провёл в учёбе, в благочестии, покаяниях и милосердии; в своём доме основал академию, в которой читал лекции по философии и теологии, а также основал монастырь клариссинок в Вольтерре. Умер в святости.
Автор энциклопедии Commentariorum rerum urbanarum libri XXXVIII (издание: Рим, J. Besicken, 1506; Париж, J. Petit — J. Bade, 1511; Париж, I. Paruo, 1526; Базель, H. Froben, 1530; Лион, S. Gryphe, 1552 и другие), которая пользовалась чрезвычайной популярностью. Она состоит из трех частей: География (Geographia, libri 2 — 12), Антропология (Antropologia, 13 — 23), Филология (Philologia, 24 — 38).
Его энциклопедия содержала описание всех известных в то время предметов. В первой части «Географии», поместил историю всего известного мира, упорядоченную по местоположению; вторая часть «Антропология», посвящена, в частности, истории того времени; третья часть «Филология», включает всю известную науку и естествознание.
Был широко известен на Итальянском полуострове и в Европе своими гуманистическими произведениями.